# شهزاده شاهد
شهزاده شاهد (زاده ۱۳۴۱ ولسوالی چوکی ولایت کنر) سیاستمدار افغانستان و نماینده مردم ولایت کنر در دوره‌های پانزدهم و شانزدهم مجلس نمایندگان است. وی در مجلس شانزدهم نمایندگان افغانستان عضو کمیسیون است.

## زندگی‌نامه
شهزاده شاهد زاده ۱۳۴۱ از ولسوالی چوکی ولایت کنر است. ایشان تحصیلات متوسطه خود را در مدرسه دینی جامعه عربیه حدیقه العلوم در سال ۱۳۶۹ به پایان برد و در همان‌جا به عنوان استاد مشغول به فعالیت شد.

## دیگر فعالیت‌ها
دیگر فعالیت‌های ایشان:
- استاد در مدرسه دینی جامعه عربیه حدیقه العلوم.
- مدیر مرکز علوم اسلامی ولسوالی چوکی.
- رئیس محاکم کنر.
- رئیس مرافعه کنر.
- عضو لویه جرگه اضطراری، قانون اساسی، مشورتی صلح.
- نماینده پارلمان در دوره‌های پانزدهم و شانزدهم.